# Gradsko (Noord-Macedonië)
Gradsko (Macedonisch: Градско) is een gemeente in Noord-Macedonië.
Gradsko telt 3760 inwoners (2002). De oppervlakte bedraagt 236,19 km², de bevolkingsdichtheid is 15,9 inwoners per km².